# Franco Brocani
Franco Brocani (Murazzano, província de Cuneo, 10 de setembre de 1938) és un director de cinema italià.

## Biografia
Després d'assistir al Centre Experimental de Cinematografia i obtenir el diploma en direcció, Brocani dirigeix alguns curtmetratges i posteriorment, llargmetratges de poc èxit comercial, però de considerable impacte visual i experimental. Ha col·laborat amb Pier Paolo Pasolini i amb Bernardo Bertolucci, així com com a actor en diverses pel·lícules, com les de Mario Schifano i Volker Koch.

## Filmografia

### Director i guionista

#### Llargmetratge
- Necropolis (1970)
- La via del silenzio (1981)
- Clodia - Fragmenta (1982)
- A ridosso dei ruderi, i Trionfi (1997)
- Medicina - I misteri (2002)
- Le opere e i giorni (2006)
- Schifanosaurus rex (2009)

#### Curtmetratge
- A settentrione (1967)
- È ormai sicuro il mio ritorno a Knossos (1967)
- A proposito di S.W. Hayter (grafica e cinema) (1968)
- Lo specchio a forma di gabbia (1970)
- Notte, orgogliosa sorella (1971)
- La maschera del Minotauro (1971)
- Segnale da un pianeta in via d'estinzione (1972)
- Umano, decifrabile perduto (1972)
- Omaggio a William Blake (1972)
- L'ippogrifo (1974)
- Sulla poesia (1984)

### Actor
- Umano, non umano, de Mario Schifano (1969)
- Trapianto, consunzione e morte di Franco Brocani, de Mario Schifano (1969)
- S.P.Q.R., de Volker Koch (1972)
- Marco Ferreri, il regista che venne dal futuro, de Mario Canale - documental (2007)
- Franco Brocani – Cuore meccanico in corpo anonimo, de Giacomo R. Bartocci - documental (2009)